# Niżnij Kokuj
Niżnij Kokuj (ros. Нижний Кокуй) – wieś w Rosji, w Kraju Zabajkalskim, w rejonie balejskim. W 2010 liczyła 308 mieszkańców.